# Spanische Winsch

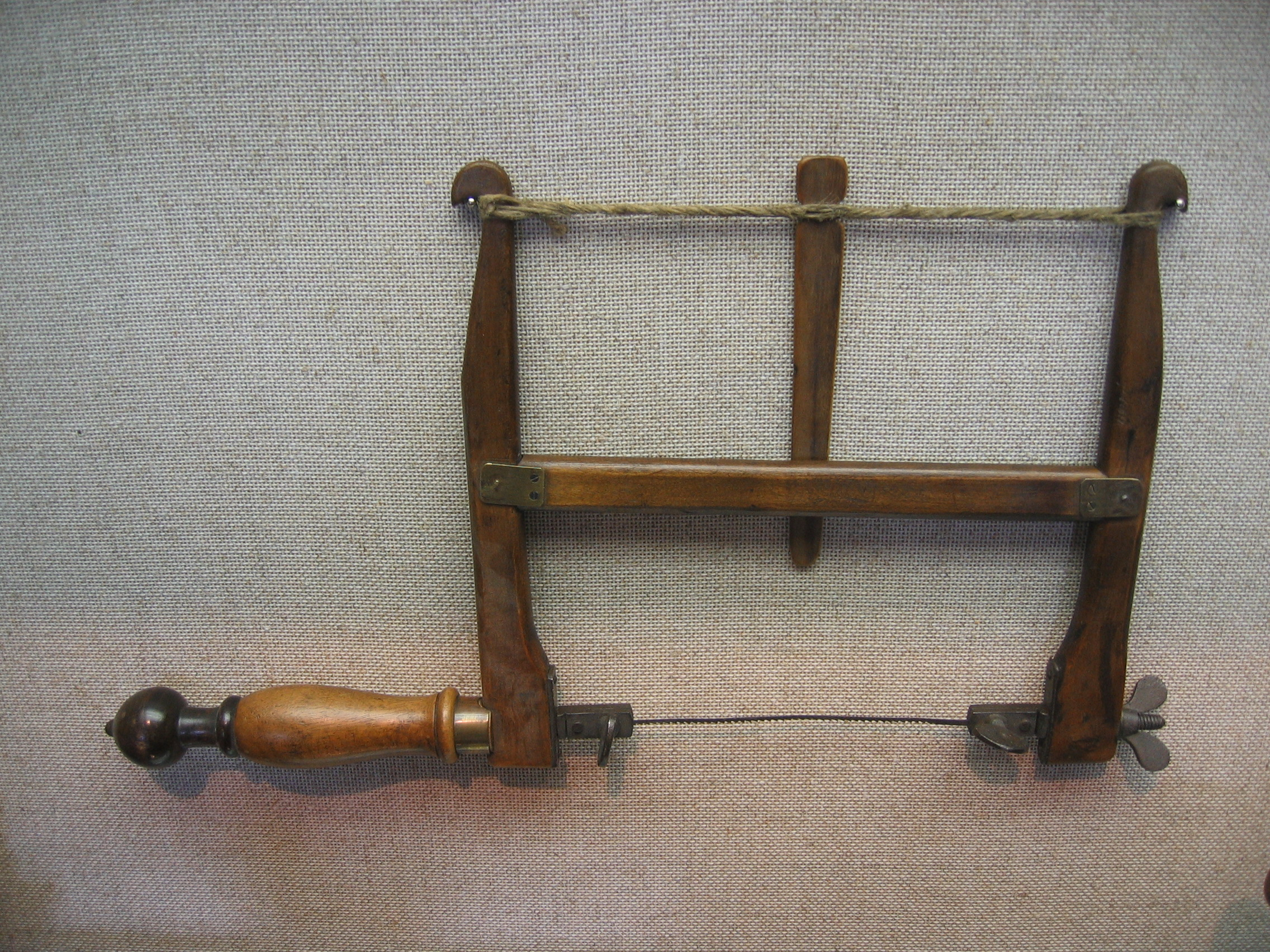
Innere Spanische Winsch (oben, mit Spannknüppel) zum Spannen einer alten Laubsäge

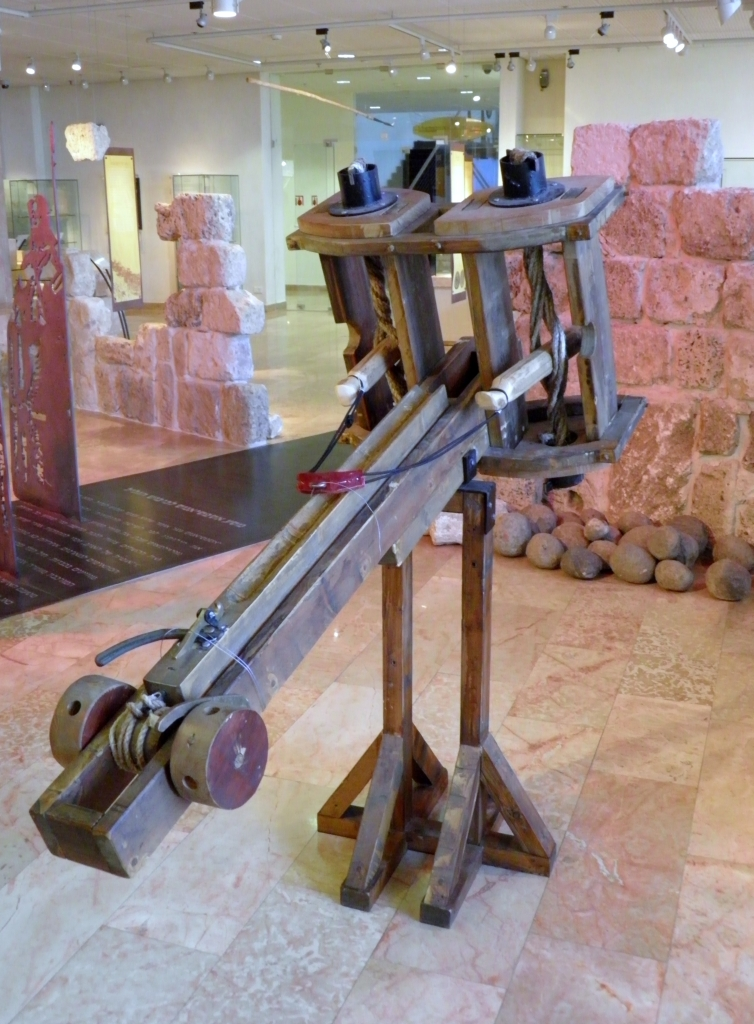
Wurf-Antrieb mit verwundenen Seilen bei einer Palintona (ab 4. Jh. v. Chr.)

Als Spanische Winsch oder Spanische Winde (von winden „verdrehen“) wird ein einfaches  Verdrehen von Seilen bezeichnet, mit dem man beispielsweise Fahrzeuge gegen Verrutschen in einem Schiff festzurrt.
Eine Winsch wird auch zum einfachen Spannen von Gestellsägen und weiteren Knebelanwendungen benutzt.
Schon in der Antike (ca. 400 v. Chr.) wurde erkannt, dass eine so erzeugte Spannung sehr groß ist. Dasselbe Prinzip kam deshalb bei Torsionsgeschützen wie der Palintona und später der Balliste zum Einsatz.
Gut vorstellbar ist das Verfahren, wenn man sich das Prinzip des Gummibandmotors bei Spielzeugen vor Augen hält.

## Variationen

### Innere Spanische Winde

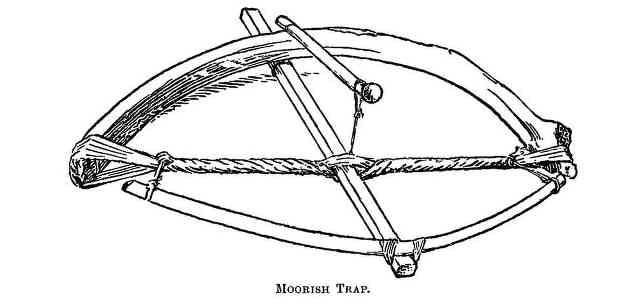
Gespannte Vogelfalle 1897

Mit der Inneren Spanischen Winde werden Seile oder Drähte gespannt, beispielsweise um Gegenstände auf einer Ladefläche zu verzurren, oder um einen Zaundraht zu spannen. Autos wurden früher an Bord eines Schiffes so befestigt: Ein Seil wurde mit dem einen Ende achsseitig neben dem Rad um die Achse des Fahrzeugs herumgeführt, das andere Ende durch einen Laschring an Deck oder einen Spant an der Bordwand. Beide Enden werden zusammengezogen und mit einem Kreuzknoten verbunden. Anschließend wird ein hölzerner Törnknüppel dazwischen gesteckt und der Tampen von Hand damit so lange in sich verdreht, bis durch das Zusammenziehen starke Spannung entsteht. Wird dieses Verfahren an allen vier Rädern/Achsen angewendet, steht das Fahrzeug unverrückbar fest. Statt des Tauwerks wird oft auch das stärkere Herkulestauwerk verwendet oder je nach Dimension des Gegenstandes auch mit dünnen Drähten.
Bei einer Bogenfalle wurde damit auch der Schlagbogen der Falle gespannt.
Bei Torsionsgeschützen wird durch die Verdrehung eine starke Vorspannung erzeugt (statische Energie). Wird der Stock nun plötzlich gelöst und entlastet, entsteht ein starkes Drehmoment (dynamische Energie), das am Stock eine schnelle Bewegung auslöst. Diese Bewegung wird auf das Geschoss übertragen als Wurfbewegung genutzt.

### Äußere Spanische Winde

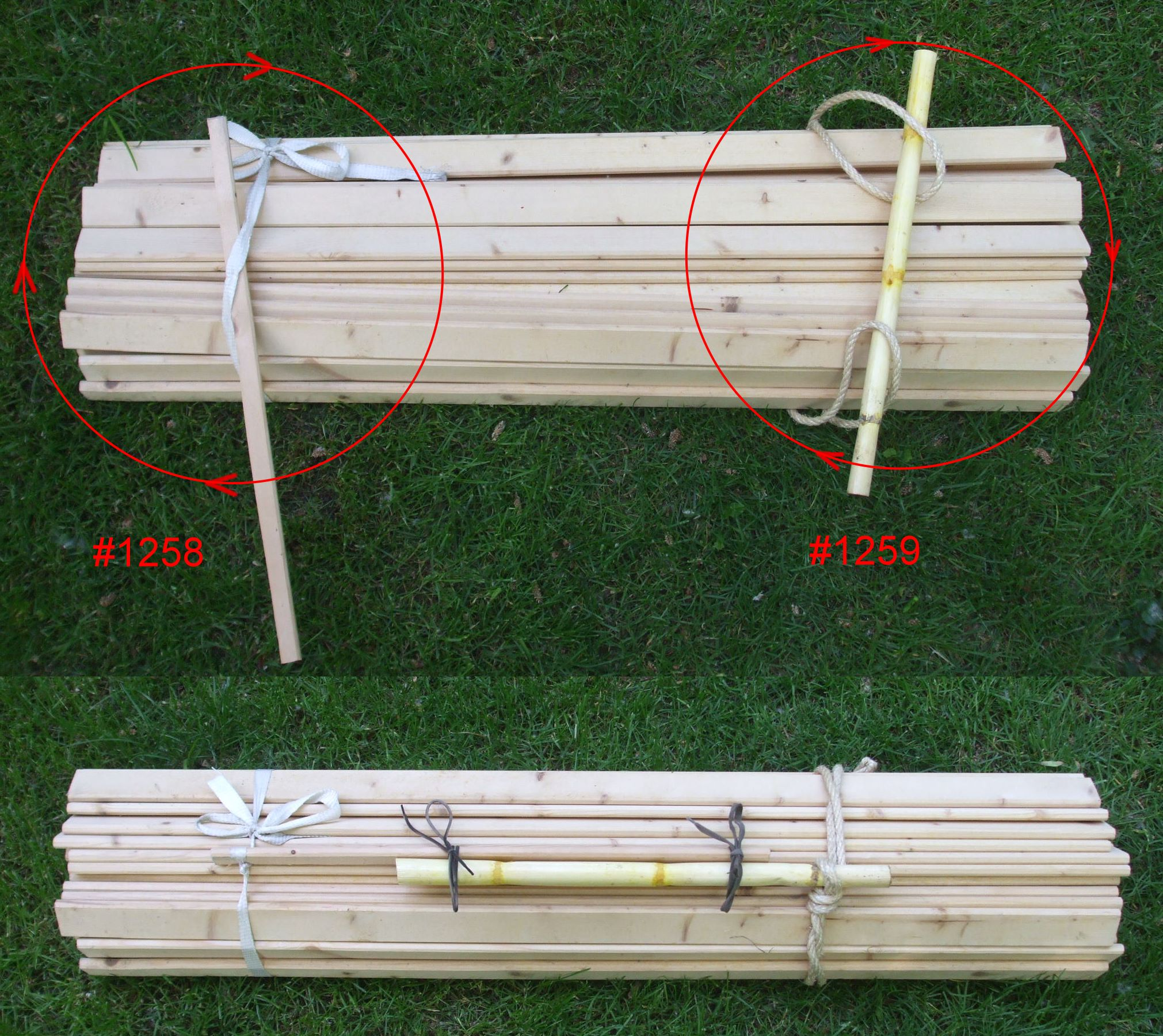
Äußere spanische Winde, zwei Arten: mit einfachem Rundstropp (ABoK #1258), mit doppelt gelegtem Rundstropp (ABoK #1259)

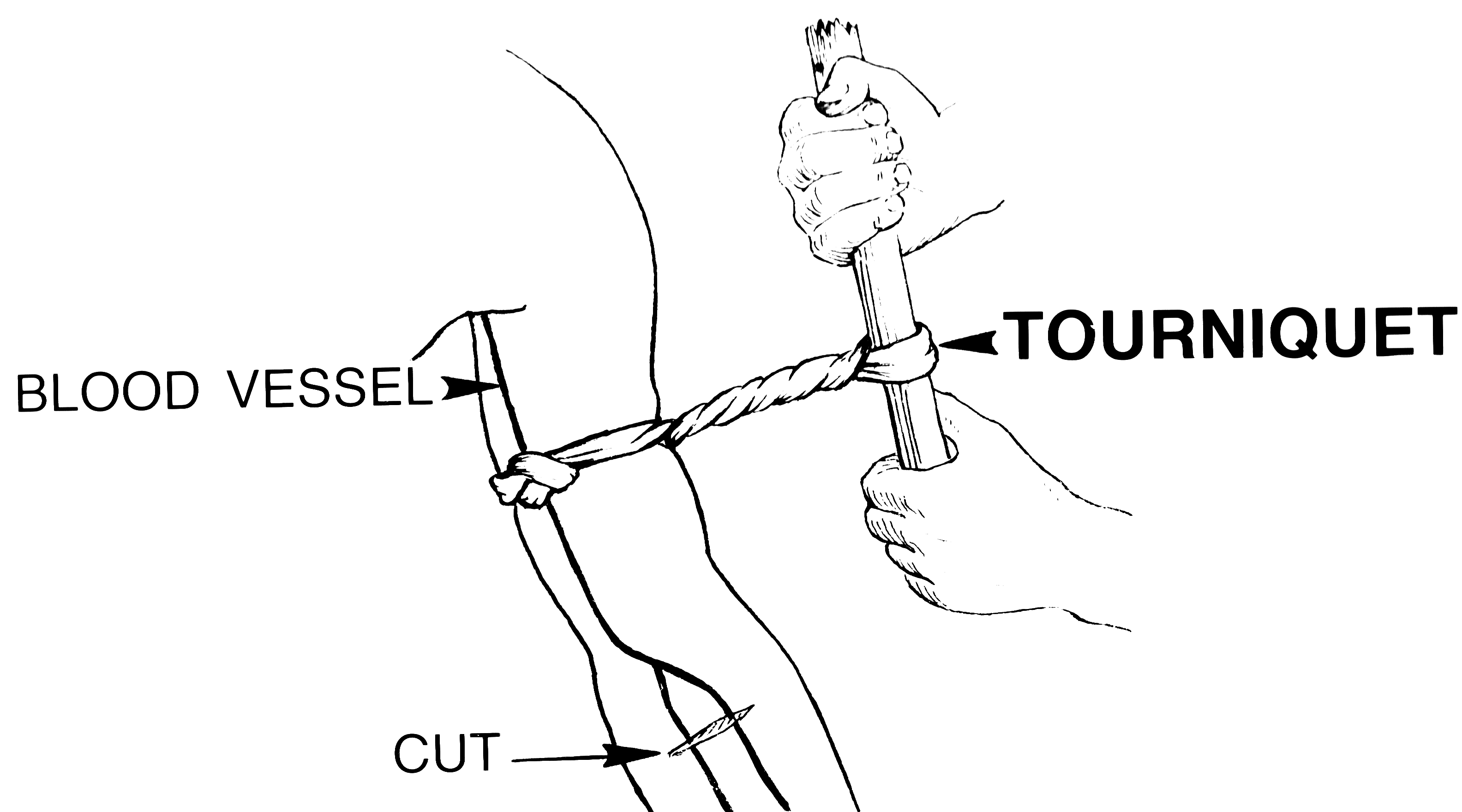
Abbinden am Oberarm

Die Äußere Spanische Winde wird beispielsweise zum Bündeln von Langhölzern oder Knüppeln benutzt.
Ein Rundstropp (zu einer Endlosschlinge gebundenes Seil) wird um die noch losen Gegenstände gelegt und dann mit dem Törnknüppel oder auch Marlspieker außerhalb des Bündels so lange verdreht, bis er sich gespannt hat. Der Knüppel wird mit einem Bändsel (Schnur) gegen Aufdrehen fixiert.
Werden bei längeren Gegenständen zwei spanische Winden angewendet, werden die Törnknüppel mit dem gleichen Drehsinn bedient. Wenn sich die fixierten Törnknüppel genügend überlappen, ergeben sie einen praktischen Tragegriff (siehe links, unteres Bild).
Bekannt ist diese Methode auch vom Abbinden einer starken Blutung.
Als Garrotte wurde sie früher bei Hinrichtungen verwendet.
Beim Spleißen (Augspleiß mit Kausche) wurde damit das Drahtseil in die Kausche gezurrt (veraltet).

Spanische Winde mit zwei Marlspiekern

### Spanische Winde mit Knebel
Die Spanische Winde mit Knebel ist eine weitere Variante mit einem „Hilfsknebel“. Hierbei werden die Gegenstände mit einem Bindegarn, Seil oder Draht über einem Knebel (Stange, Rohr, Leiste) und zwei Marlspiekern (beidseitig) bis zur gewünschten Spannung gewunden und stramm zusammengedreht.

## Unfallgefahr
Wird der Törnknüppel nicht gesichert und liegt beispielsweise mit dem Eigendruck auf dem Deck/Gegenstand, kann er sich aus seiner Endspannung lösen und vehement zurückschnellen und so zu Unfällen führen.

## Alternativen
Mit technischen Lösungen wie Spanngurten, Spannketten und evtl. auch Drahtspannern werden professionelle Ladungssicherungen vorgenommen.
Weitere Lösungen: Fuhrmannsknoten, Schraubzwinge (je nach Spannvorgang), Spannschloss (bzw. Wantenspanner).